# Isjim (rivier)
De Isjim (Kazachs: Есил, Esil; Russisch: Ишим, Išim) is een rivier in Kazachstan en Aziatisch Rusland en vormt een zijrivier van de Irtysj. De rivier heeft een lengte van 2450 kilometer, een stroomgebiedsoppervlakte van 177.000 km² en is bevaarbaar in de benedenloop; 270 kilometer vanaf Petropavl en verderop vanaf het plaatsje Vikoelovo tot de monding. In de bovenloop stroomt ze door de Kazachse hoofdstad Astana.
De rivier wordt vooral gevoed door sneeuw en is bevroren van begin november tot april/mei. In de maanden mei en juni vinden de hoogste springvloeden plaats als gevolg van het smelten van de sneeuw. In de benedenloop kan de rivier dan tot 15 kilometer breed worden. Het gemiddelde debiet op 215 kilometer van de monding bedraagt 56,3 m³/s met een maximum van 686 m³/s.

## Loop
De rivier ontspringt aan de noordwestrand van de Kazachse Rug, in het Niyazgebergte, en stroomt vandaar door de Kazachse hoofdstad Astana naar het westen. In de bovenloop is het een smalle bergbeek met rotsige oevers. In Astana is de rivier afgedamd, waardoor een stuwmeer ontstaan is, waarlangs een promenade is aangelegd. Op de rechteroever (noorden) van de rivier bevindt zich de oude stad en op de linkeroever (zuiden) de nieuwe stad die in opdracht van Noersoeltan Nazarbajev werd gebouwd om de stad als regeringszetel te kunnen gebruiken. Rond de hoofdstad wordt het water van de rivier kunstmatig op peil gehouden; de dam bepaalt de waterhoogte en de rivier is uitgediept om er schepen te kunnen laten varen. Ook is een tweede dam gepland bij de stad.
Verder naar het westen buigt de rivier bij het stadje Derzhavīn (Державин) af naar het noordnoordoosten. Iets noordelijker bereikt ze het West-Siberisch Laagland en de stad Petropavl, waar ze bevaarbaar wordt en stroomt de grens met Rusland over. Daarop meandert ze met grote bogen door een vlak landschap en stroomt onderweg door de stad Isjim, die naar haar is vernoemd. In de benedenloop doorstroomt de rivier enkele gebieden met moerassen en mondt uiteindelijk bij het noordelijker gelegen Oest-Isjim uit in de Irtysj.

## Zijrivieren en steden
De belangrijkste zijrivieren zijn de Koloeton, Zjabaj en Akkanboerloek. In het stroomgebied bevinden zich (afgezien van Astana) de stuwmeren Sergejev en Vjatsjeslav.
Belangrijke plaatsen langs de rivier zijn vanaf de bron:
- Kazachstan: Nur-Sultan, Atbasar (Атбасар), Derzhavīn (Державин), Esil (Есіл), Sergeev (Сергеев) en Petropavl
- Rusland: Isjim, Balagany, Kargaly en Oest-Isjim

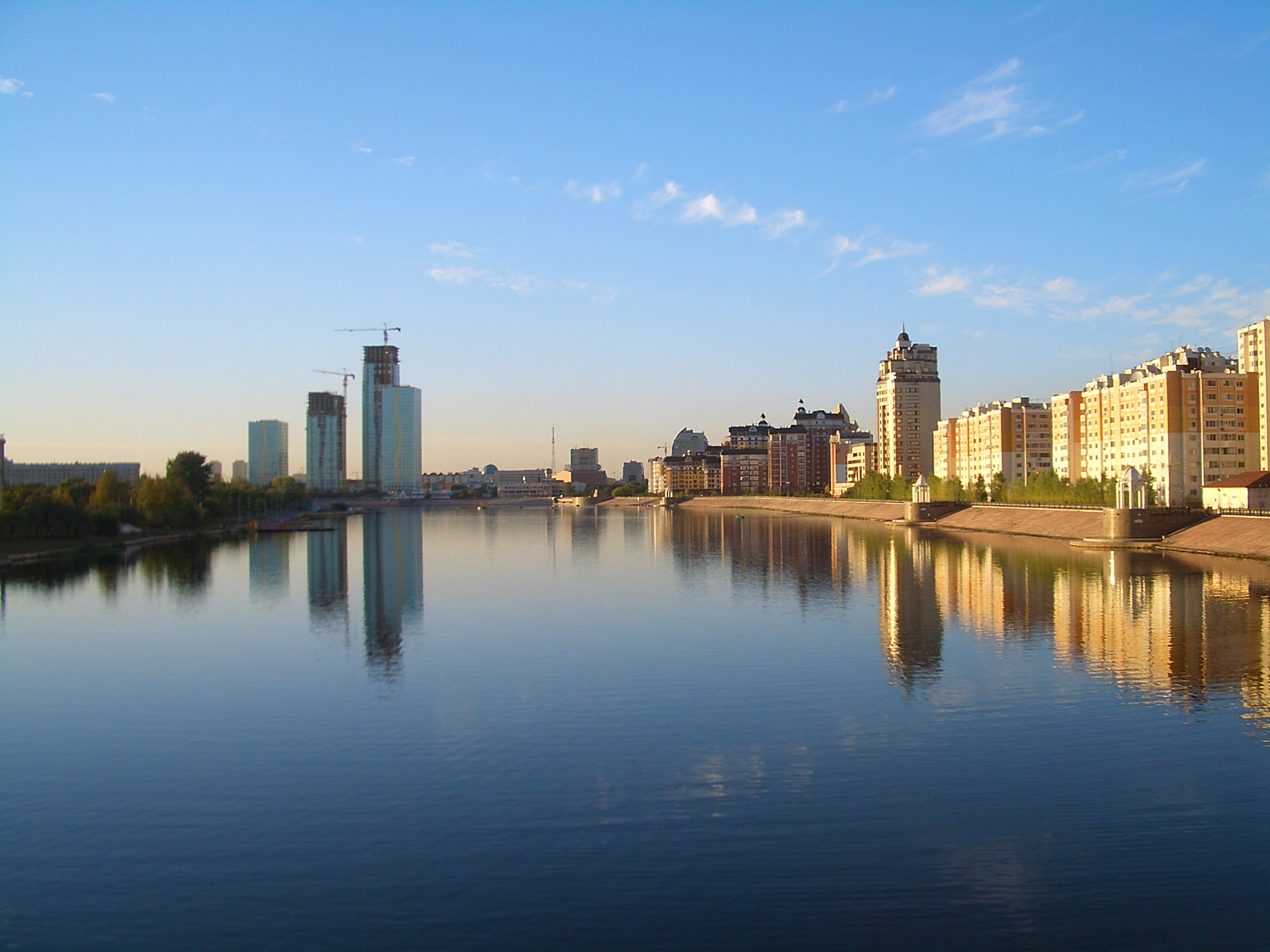
Gezicht over de Isjim in Noer-Soeltan met nieuwe gebouwen in aanbouw
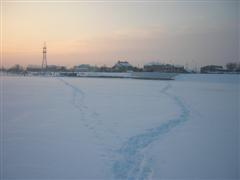
Isjim in Noer-Soeltan in de winter
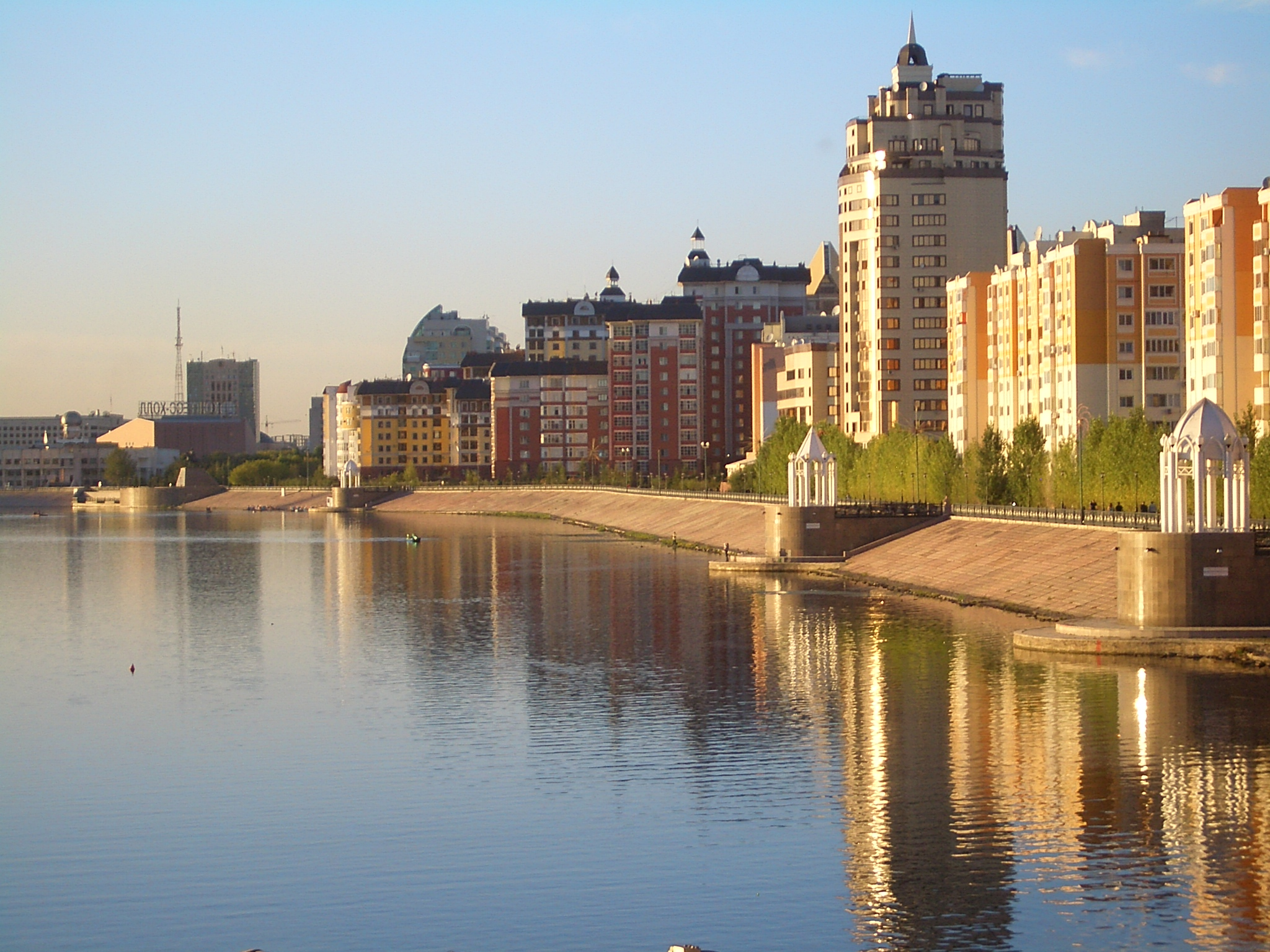
Waterfront langs de rivier in Noer-Soeltan

- Gemeinsame Normdatei: 4422135-6
- Virtual International Authority File: 240522428